# فارس الحصان الأبيض
فارس الحصان الأبيض (بالألمانية: Der Schimmelreiter) هي رواية للكاتب الألماني تيودور شتورم. وهو آخر عمل مكتمل له، نشرت لأول مرة في عام 1888، وهي سنة وفاته. الرواية هي أشهر أعمال شتورم وأكثرها قراءة، واعتبرها العديدون تحفته.
وقد ترجمت إلى الإنجليزية تحت عناوين مثل Dykemaster، أو Dikegrave، ثم بعنوانها الحرفي، The Rider on the White Horse ( حيث أن "Schimmel" هي كلمة ألمانية تعنى الحصان الرمادي أو الأبيض).